# Bernard Laloo
Bernard Laloo (* 16. Juni 1976 in Laitlyngkot, Meghalaya) ist ein indischer römisch-katholischer Geistlicher und Weihbischof in Shillong.

## Leben
Bernard Laloo studierte Philosophie am Christ College in Shillong und Theologie am Jnana Deepa Institute of Philosophy and Theology in Pune. Am 30. April 2006 empfing er das Sakrament der Priesterweihe für das Erzbistum Shillong.
Nach der Priesterweihe war er zunächst für ein Jahr in der Pfarrseelsorge tätig und anschließend bis 2009 Verwalter des Christ College in Shillong. Von 2009 bis 2015 war er Studiendekan am Priesterseminar in Shillong und anschließend für ein Jahr Direktor einer Oberschule im Stadtteil Laitumkhrah. Von 2017 bis 2021 leitete er das Social Service Centre in Shillong. Ab 2022 war er Kanzler der Diözesankurie und Dompfarrer an der Kathedrale von Shillong.
Papst Franziskus ernannte ihn am 8. Februar 2025 zum Titularbischof von Trofimiana und zum Weihbischof in Shillong. Der Erzbischof von Shillong, Victor Lyngdoh, spendete ihm am 30. März desselben Jahres die Bischofsweihe. Mitkonsekratoren waren der Erzbischof von Guwahati, John Moolachira, und der Bischof von Nongstoin, Wilbert Marwein.